# Det Europæiske Lægemiddelagentur
Det Europæiske Lægemiddelagentur (EMA) eller på engelsk European Medicines Agency er et argentur i EU, der står for at evaluere og overvåge lægemidler. Før 2004 var det kendt som European Agency for the Evaluation of Medicinal Products eller European Medicines Evaluation Agency (EMEA).
EMA blev etableret i 1995 med midler fra EU og lægemiddelindustrien samt indirekte støtte fra medlemsstater og har til opgave at harmonisere (men ikke erstatte) de eksisterende nationale myndigheder for regulering af lægemidler. Håbet var at denne plan ikke alene ville reducere de årlige omkostninger på omkring €350 mio. som lægemiddelproducenter årligt brugte på at få separate godkendelser fra hver medlemsstat, men også at eliminere protektionistiske tendenser som suveræne stater havde i forhold til godkendelse af nye medikamenter, der potentielt kunne konkurrere med produkter produceret af hjemlige virksomheder.
EMA blev grundlagt efter mere end 7 års forhandlinger blandt EU's regeringer og erstattede Committee for Proprietary Medicinal Products og Committee for Veterinary Medicinal Products, selvom begge blev genfødt som de centrale videnskabelige rådgivende komitéer. Agenturet lå i London indtil Storbritannien stemte for at forlade EU, hvorefter EMA flyttede til Amsterdam i marts 2019.